# Tvrđava sv. Mihovila u Šibeniku
Tvrđava svetog Mihovila u Šibeniku (od 1990-tih), razg. Tvrđava svete Ane (od 16. do kraja 20. st., rašireno među Šibenčanima), pov. Kaštel svetog Mihovila (leksički točniji naziv objekta je kaštel i prijevod lat. naziva iz XIV. st., stručna literatura, smeđa turistička signalizacija). Uzdiže se na vrhu stare gradske aglomeracije, na kamenoj uzvisini 70 m nad morem, a kroz svoju burnu historiju često je mijenjala ime. Ova tvrđava svojevrsni je epicentar Šibenika, mjesto na kojem su pronađeni najstariji dokazi postojanja civilizacije na šibenskom prostoru. Današnji Šibenik započeo je svoj život najprije kao plemenska hrvatska utvrda - castrum - nakon sto su se Hrvati u velikoj seobi spustili do jadranskih obala i izgradili pri samom ušću rijeke Krke sred prostrane prirodne luke na strmoj visokoj litici kaštel, podno kojeg se na obroncima prema moru izgrađuje gradsko naselje, danas predjeli Gorica i Dolac. Castrum se prvi put spominje godine 998.
Izgrađen je radi kontrole i obrane ulaska u šibenski zaljev i kanjon rijeke Krke, kojom se moglo doploviti do tada najvažnijeg grada Skradina koji postoji od antičkih dana. Kroz historiju je dominantna točka Šibenskog fortifikacijskog sustava. Kroz vrijeme je tvrđava dograđivana i osuvremenjivana, rušena i ponovno izgrađena, a u srednjem vijeku je dobila svoju konačnu formu. Danas se promatra kao kompleks funkcionalno povezanih dijelova: Kaštela (citadele), pretprostora uz južnu i istočnu stranu kaštela, barbakana (podzida) na zapadnoj i sjevernoj strani te “dvostrukih bedema” koji sada zauzimaju površinu od 2.600 m2.

## Naziv tvrđave
Prema historijskim izvorima saznajemo da se na prostoru kaštela nalazila najstarija crkva u Šibeniku. Nosila je titular sv. Mihovila, pa se prema njoj i tvrđava u XIV. st. naziva Castrum Sancti Michelis. Početkom XV. stoljeća naziva se ste Marie e sti Michaelis de castro, a u drugoj polovici XV. stoljeća ste Marie fortilicie Sibenicensis, jer se u crkvi nalazila "čudotvorna" slika Gospe od zdravlja ili od kaštela koju su štovali. Dolazak mletačke posade 1416. g. je otežao nesmetano štovanje, te je zabilježeno kako se slika od 1450. nalazi u katedrali sv. Jakova koja se tada gradila. Krajem XVI. stoljeća spominje se ponovno kaštel pod imenom sv. Mihovila. Kada je godine 1663. udario grom u barutanu na tvrđavi, nastradala je i crkvica u njoj. Prilikom njezina popravka nabavljen je kip sv. Ane pa su se otada i crkva i tvrđava počele nazivati sv. Anom. Crkvica je sagrađena na predtvrđavinskom prostoru uz istočnu stranu kaštela jer su stalne vojne posade onemogućavale pristup unutar samog kaštela. Smatra se da su ostatke crkvice sv. Mihovila unutar kaštela srušili austrijski vojnici 1818. godine. Devedesetih godina XX. st. u općoj izmjeni svih toponima i naziva ulica tvrđavi se vraća ime sv. Mihovila iz XVI. st., iako već stoljećima nema sakralnog objekta tog sveca na njoj, a kako bi se oživjelo štovanje gradskog patrona po kojem se u Šibeniku tada nije zvao niti jedan objekt, sakralni ili povijesni. Nakon što se početkom milenija tvrđava uredila za razgledavanje, turistička zajednica je postavila smeđe pješačke putokaze s natpisom Kaštel sv. Mihovil, a taj naziv se koristi i u većini nove stručne literature o fortifikacijskom sustavu Šibenika. No odkako je 2011. započela revitalizacija tvrđave kao ljetne pozornice u svim službenim dokumentima tog projekta i službenim web stranicama se pojavljuje samo naziv Tvrđava svetog Mihovila. No mnogi šibenčani zbog crkvice sv. Ane i istoimenog groblja koje se nalazi unutar fortifikacije tradicionalno je zovu tvrđavom svete Ane kako se zvala od XVII. st.Tvrđavu sv. Ane možemo naći i na planu grada na službenim stranicama grada Šibenikai na mrežnom izdanju Hrvatske enciklopedije se također koristi naziv "današnja tvrđava sv. Ane"

## Povijest
U sjeveroistočnom su dijelu pronađeni ostaci materijalne kulture, keramika iz željeznog doba prapovijesti, pa je sigurno da su Hrvati tvrđavu podigli na mjestu gdje je nekoć postojao gradinski punkt starih Ilira.
Citadela je jednom ili više puta doživjela potpuno ili parcijalno rušenje. Na sačuvanim zidovima kaštela se može iščitati slojevitost u gradnji pojedinih dijelova tvrđave. Utvrđeno kako je uvijek iznova građen unutar istih tlocrtnih gabarita. Najstariji dijelovi ziđa su iz XIII. st., a uz njih nalazimo one građene u XIV. st., te popriličan dio ziđa XV. i. XVI. st. Obnove poduzete nakon dvaju rušenja eksplozijama barutane u XVII. i XVIII. st. su također čitljive na ziđu.
Najranije zabilježeno rušenje kaštela je izveo mletački dužd Ordelafo Faliero 1116. godine. O samom izgledu kaštela u to doba ne znamo ništa. Ponovno je srušen u XIII. st., i to od strane samih građana u naumu da ga ne nasele templari koji su u Šibenik došli između 1221. i 1227. godine pa se u to razdoblje može datirati i rušenje. Vjerojatno su porušili samo zgrade unutar kaštela kako ih templari ne bi nastanili. Šibenik 1378. g. s flotom od 36 galija napada mletački admiral Vettore Pisani, koji je zahvaljujući slabim zidinama na morskoj strani uspio doprijeti do grada, no ne i do kaštela, od kog je dvaput odbijen. Bijesni Mletci su u nemogućnost da zaposjednu kaštel opljačkali i zapalili grad. U XIII. i XIV. st. se zasigurno datiraju kvadratne kule i dio kortine na istočnoj strani. Potkraj XIV. i početkom XV. st. je nalogom hrvatsko-ugarskog kralja Žigmunda, a po projektu Petra Mišlina, citadeli dograđen zapadni podzid (barbakan) smješten uz kaštel od dvostrukih bedema. Ovom prilikom su otvorena mala vrata na sjeverozapadnom dijelu kortine. Ona su omogućavala izlaz na šetnicu podzida. 1409. kad je Dalmacija prodana Mlečanima Šibenik nije mirno pristao na mletačku vlast. Šibenčani su počeli s pripremama za obranu grada, obnovivši i ojačavši gradske zidine i kule kamenom namijenjenim gradnji katedrale. Nakon 38 mjeseci duge opsade Mlečani uspijevaju 1412. ući u grad. Mlečani su započeli obnovu kaštela 1416. godine, a on je najvjerojatnije obuhvaćala dvije kvadratne kule na istoku i gradnju novih vrata kaštela. Na tom je zidu sačuvan grb Biaggia Dolfina, šibenskog kneza i kapetana u razdoblju između 1415. i 1417. godine. Direktnu vezu s morem su ostvarili izgradnjom “dvostrukog bedema”. Tada su unutar kaštela izgrađene i dvije cisterne za vodu. 
Današnja tvrđava u tlocrtu ima formu nepravilnog četverokuta. Perimetralni zidovi kaštela su fragmentarno sačuvani, dok jugozapadni dio kaštela nedostaje. Na istočnom dijelu su sačuvane dvije kvadratne, a sjevernom dvije poligonalne kule. U XV. st. je imao tlocrt sličan današnjem, s tim što su mu u XVI. st. pridodate poligonalne kule na sjevernoj strani. Spomenute kule na istočnoj strani su povezane visokom kortinom. Na vrhu kortina završava recentnim zidom. Izgrađena je poslije sjeveroistočne kvadratne ugaone kule, i logično tome, na nju prislonjena. Ulaz u kaštel se nalazi na kortini uz južnu kulu. Izveden je u gotičkom stilu, u formi prelomljenog luka bez ukrasa. Iznad vrata je postavljen grb s trokutastim štitom na kom su izvedena tri paralelno postavljena dupina venecijanske obitelji Dolfin. Pobliže sredini kortine, na višoj poziciji od Dolfinova, sačuvan je grb koji je pripadao Moisiju Grimaniju, koji je obavljao funkciju šibenskog kneza u razdoblju između 1430. i 1432. godine. Iznad grba se pak nalazi poprilično reljefni prikaz mletačkog lava. Lijevo od mletačkog lava je postavljen grb Antonija Michelija, šibenskog kneza i kapetana u razdoblju od 1561. do 1563. godine. Desno od lava se nalazi grb A. Correra, kaštelana tvrđave za vladavine Antionia Michelija. Tada su izgrađene dvije poligonalne kule na sjevernom zidu tvrđave. Po jednakoj tehnici gradnje je zaključeno da su izvedene istodobno. Na sjeverozapadnom uglu tvrđave, naknadno su otvorena vrata.
Eksplozijom barutane 1663. godine su stradale uglavnom zgrade u unutrašnjem prostoru kaštela. Ona koja se dogodila 1752. je bila toliko razorna da je kamenje letjelo sve do mora. Razorila je i dio sjeverne kortine, koja je kasnije bila prepravljena drukčijom tehnikom građenja. Južni zid tvrđave je većim dijelom uništen, sačuvan je tek manji dio uz kvadratnu kulu na jugoistočnom dijelu tvrđave. Prema prikazima iz 2. polovine XVI. stoljeća znamo da je južna kortina imala krunište i tri kvadratne kule. Na istočnoj strani kaštela su sačuvane dvije ugaone kule kvadratnog oblika. U unutrašnjosti one sjeverozapadne je sačuvana cisterna. Na jugoistočnoj ugaonoj kuli su vidljivi tragovi rušenja, te ponovnog građenja. Ona je slabije sačuvana. Zid parapeta na šetnici je izgrađen u 19. st.

### Predtvrđavinski prostor
Predtvrđavski prostor je izgrađen uz kaštel na rubu litice prema istoku i jugu. Širina prostora je mala te je definirana zidom kaštela s jedne strane i rubom litice s druge. I zidno platno također odaje više faza izgradnje. Ulazna vrata u pretprostor tvrđave nalaze se na istočnoj strani zida, a okrenuta su na sjever. Zid koji ide prema zapadu završava na jugozapadnom uglu kaštela u polukrugu. Na samom kraju prema sjeveru izgrađena su druga ulazna vrata u pretprostor tvrđave. Na kojima stoji uklesana 1832. godina, no sudeći po oblikovanju smatra se da su znatno starija.

### Zapadni i sjeverni barbakan
Zapadni podzid zauzima važno mjesto u prostornoj organizaciji obrane kaštela. Ovo snažno fortifikacijsko ojačanje je izgrađeno zapadno i jugozapadno od kaštela, s visokim zidinama i kulama. Najslabije branjena strana kaštela bila je ona koja se pruža prema sjeveru i zapadu. Na sjeverozapadnom uglu kaštel nije imao kulu, a obrana kaštela bila je dodatno otežana brežuljkastim terenom. Logično je da je blago položen teren bio je pristupačan neprijatelju. Upravo radi ojačanja obrane izrađen je sjeverni podzid, definiran visokim zidom koji je od sjeverozapadnog ugla tvrđave imao smjer protezanja prema zapadu, a zatim je gotovo pod pravim kutom išao prema moru do litice četrdesetak metara udaljene od mora. Na mjestu gdje je zid bio najbliži moru sagrađena su vrata koja su vodila u podzid iz pravca luke, znači bila su u funkciji posrednog povezivanja tvrđave s morem. Do njih su iz nivoa podzida vodile stepenice isklesane u živoj stijeni. Nisu u cijelosti sačuvana. Po današnjim ostacima vidi se da su imala prelomljeni luk gotičkih karakteristika. Vrijeme izgradnje podzida datira se u kraj XIV. i početak XV. st.

### Dvostruki bedemi
Mlečani su nastojali ostvariti izravnu vezu s morem. U tu svrhu je izgrađen zid koji usporedno s postojećim gradskim zidom formira prostor u obliku prilaznog puta kaštelu koji nazivamo „dvostruki bedem“. U svom tlocrtnom prikazu kaštela sv. Mihovila Coronelli ga naziva „strada del soccorso“, što znači „cesta spasa“. Gradnja zidova dvostrukih bedema je predstavljala izuzetno težak graditeljski zahvat zbog strmih stijena koje se naglo obrušavaju. Zbog velike strmine graditelji su zid gradili stepeničasto, a šetnica zida ima nekoliko nivoa međusobno povezanih kamenim stepenicama. Zanimljivo je da istraživanjima „dvostrukih bedema“ nisu pronađeni ostaci stepeništa. Car Franjo I., koji je u Šibeniku boravio 1818. godine navodi da se kaštelu na brdu prilazilo stepenicama između dvaju zidova, te se očito radilo o drvenoj konstrukciji stepeništa.

## Revitalizacija
Dugo je ova tvrđava bila pod vojnom upravom te je relativno nedavno otvorena za javnost. Ideja o gradnji pozornice na tvrđavi sv. Mihovila prvi put se spominje 1953./54., kada je renomirani arhitekt Harold Bilinić izradio skicu pozornice. Od 1958. godine ponovno ju je aktualizirao prof. Ivo Livaković koji će u idućem desetljeću i pol najčešće istupati u javnosti s vijestima i planovima o gradnji pozornice na tvrđavi. Radovi manjeg opsega na tvrđavi više su puta započeti, otvaranje pozornice često je najavljivano u optimističnim rokovima, a u proljeće 1964. izrađena je i projektna dokumentacija s troškovnikom. Unatoč svemu do gradnje nije došlo. Nakon nekoliko godina stanke ideja je obnovljena 1969. godine. Za gradnju pozornice trebala su biti iskorištena sredstva samodoprinosa koji je izglasan početkom 1971. godine. Bilo je jasno da će se pozornica koristiti prvenstveno za šibenski Međunarodni dječji festival i druge kazališne potrebe. Međutim, već u prvim arheološkim nalazima 1972. godine pronađen je prapovijesni materijal koji predatira prvi spomen Šibenika, što je prvo odgodilo, a potom potpuno zaustavilo bilo kakvu gradnju na tvrđavi.
Dana 28. travnja 2012. je počelo obnavljanje sredstvima iz pretpristupnog EU fonda IPAIIIC – BRI u iznosu 60% i Grada Šibenika kako bi na ljeto 2014. zaživjela kao otvorena ljetna pozornica, amfiteatralnog tipa, odnosno tipa grčkog teatra s 1077 sjedećih mjesta, prema projektu arhitekta Tomislava Krajine i suradnika. Uređen je i podzemni dio u kojem se nalazi muzejska zbirka i više pomoćnih prostorija s različitim sadržajima koje su sve međusobno povezane. U podrumski prostor tvrđave ukomponirane su cisterne za vodu koje su jedine cjelovito sačuvane podzemne dvorane a prolazne su i premoštene s drvenim mostićem sa staklenom ogradom. Tvrđava je tako postala prepoznatljivi spomenik kulturne baštine dostupan posjetiteljima i mjesto koje pomovira kulturni turizam organizacijom različitih kulturnih, glazbenih i scenskih događanja. Svečano otvorenje se odigralo 7. srpnja 2014. glazbeno-scenskim spektaklom u kojem je sudjelovalo više od 70 izvođača među kojima su bili Josipa Lisac i Maksim Mrvica, pred simboličnih (za Šibenik) 1066 gledatelja. Tvrđavu je otvorio predsjednik Ivo Josipović koji je tom prigodom rekao: "Otvaranjem ove pozornice Šibenik je dobio pravo uzletište duše, mjesto koje je nekad služilo za ratovanje, sad pripada umjetnicima".

## Vanjske poveznice
- Službene stranice objekta  Arhivirana inačica izvorne stranice od 28. svibnja 2019. (Wayback Machine)